# خانه محمد زندی‌پور
خانه محمد زندی پور مربوط به دوره قاجار است و در شهرستان فومن، شهرک تاریخی ماسوله واقع شده و این اثر در تاریخ ۲۵ اسفند ۱۳۸۰ با شمارهٔ ثبت ۵۱۸۵ به‌عنوان یکی از آثار ملی ایران به ثبت رسیده است.